# Grupo Jorasán
El Grupo Jorasán (del árabe: خراسان) es un grupo de alto nivel de la banda terrorista Al Qaeda que opera al noroeste de Siria. El nombre se refiere a «un pequeño grupo de decenas de combatientes» que figuran en las listas de vigilancia del terrorismo internacional. Una fuente cercana a la dirigencia de Al Nusra afirmó del Khorasán: «Es un grupo muy pequeño ―solo decenas de combatientes―. Es más simbólico, ya que está compuesto y liderado por veteranos que vinieron de Afganistán, y todos ellos son buscados por Washington. Ellos siguen directamente a Al Qaeda».
Los miembros del grupo son yihadistas de varios países que supuestamente han trabajado con fabricantes de bombas de Yemen.
El 18 de septiembre de 2014, en una reunión de inteligencia en Washington, James Clapper (director de la Inteligencia Nacional) declaró que «en términos de amenaza a la patria, Khorasán puede suponer un peligro tanto como Estado Islámico. La organización está supuestamente dirigida por el miembro de al-Qaeda Muhsin al-Fadhli, que fue a Irán después de la invasión estadounidense de Afganistán».

## Intervención estadounidense de 2014
El 23 de septiembre de 2014, el Comando Central de Estados Unidos afirmó haber ejecutado ocho ataques aéreos contra campos de entrenamiento del grupo, instalaciones y otros sitios en la zona oeste de Alepo (Siria). En los días posteriores a los ataques contra al-Qaeda, un informe en los medios de comunicación sociales decía que el presunto cabecilla de Khorasán, Muhsin al-Fadhli, había sido asesinado.